# Vorarlberg-Corratec/2009
Deze pagina geeft een overzicht van de wielerploeg Vorarlberg-Corratec in 2009. Van 2007-2008 was Team Volksbank de naam van de ploeg.

## Algemeen
- Sponsor: Corratec
- Teammanager: Thomas Kofler
- Ploegleiders: Gregor Gut, Patrick Vetsch

## Renners
| Naam                | Geboortedatum | Nationaliteit | Ploeg 2008                  |
| ------------------- | ------------- | ------------- | --------------------------- |
| Silvère Ackermann   | 30-12-1984    | Zwitserland   | NGC-OTC                     |
| Josef Benetseder    | 10-02-1983    | Oostenrijk    |                             |
| Andrea Capelli      | 08-04-1981    | Italië        | Miche-Silver Cross          |
| Andreas Dietziker   | 15-10-1982    | Zwitserland   |                             |
| Alexander Egger     | 03-01-1987    | Oostenrijk    |                             |
| Gerrit Glomser      | 01-04-1975    | Oostenrijk    |                             |
| Alexander Gufler    | 09-02-1983    | Italië        |                             |
| René Haselbacher    | 15-09-1977    | Oostenrijk    | Astana                      |
| Reto Hollenstein    | 22-08-1985    | Zwitserland   | Atlas-Romer's               |
| Pascal Hungerbühler | 22-09-1977    | Zwitserland   |                             |
| Philipp Ludescher   | 03-01-1987    | Oostenrijk    |                             |
| Harald Morscher     | 22-01-1972    | Oostenrijk    |                             |
| Daniel Musiol       | 27-03-1983    | Duitsland     |                             |
| Elias Schmäh        | 26-09-1986    | Zwitserland   |                             |
| Sebastian Siedler   | 18-01-1978    | Duitsland     | Skil-Shimano                |
| Christoph Sokoll    | 09-05-1986    | Oostenrijk    |                             |
| Matic Strgar        | 26-07-1982    | Slowakije     | Radenska-KD Financial Point |
| Wim Van Huffel      | 28-05-1979    | België        | Silence-Lotto               |
| René Weissinger     | 11-12-1978    | Duitsland     |                             |

## Overwinningen
- Ronde van Turkije

8e etappe: Sebastian Siedler
- Ronde van Denemarken

5e etappe: Sebastian Siedler
1999 · 2000 · 2001 · 2002 · 2003 · 2004 · 2005 · 2006 · 2007 · 2008 · 2009 · 2010 · 2011